# مات سينجر
مات سينجر هو لاعب كرة القدم الكندية كندي، ولد في 25 يونيو 1984 في كالغاري في كندا.